# 1449 Virtanen
1449 Virtanen је астероид главног астероидног појаса са средњом удаљеношћу од Сунца која износи 2,221 астрономских јединица (АЈ).
Апсолутна магнитуда астероида је 12,4 а геометријски албедо 0,037.